# Goat-Paddock-Krater
Koordinaten: 18° 20′ 0″ S, 126° 40′ 20″ O

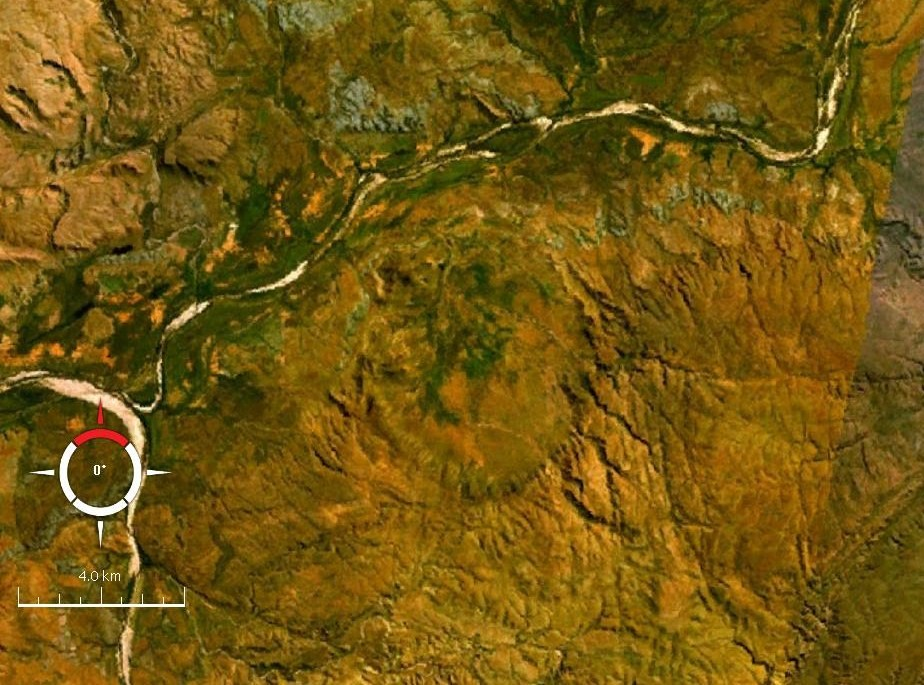
Satellitenbild des Goat-Paddock-Kraters (Landsat)

Goat Paddock ist die Bezeichnung für einen gut 5 km großen Einschlagkrater in der Kimberley-Region von Western Australia. In der nahezu kreisförmigen Vertiefung wurden Quarzglas, Strahlenkegel und geschockte Quarze gefunden, die als Nachweise für einen Meteoriteneinschlag gelten. Bohrungen zeigen, dass der Krater mit ca. 200 m mächtigen Seesedimenten gefüllt ist. Pollenfunde in den Ablagerungen belegen ein Mindestalter des Kraters von 50 Millionen Jahren. Aus der leicht ovalen Form der Geländestruktur wird geschlossen, dass der Meteorit in flachem Winkel aus nördlicher oder südlicher Richtung kam.